# 三ツ矢憲生
三ッ矢 憲生（みつや のりお、1950年（昭和25年）12月13日 - ）は、日本の政治家。自由民主党所属の元衆議院議員（6期）。
外務副大臣（第2次安倍内閣）、財務大臣政務官（福田康夫改造内閣・麻生内閣）などを歴任。

## 来歴

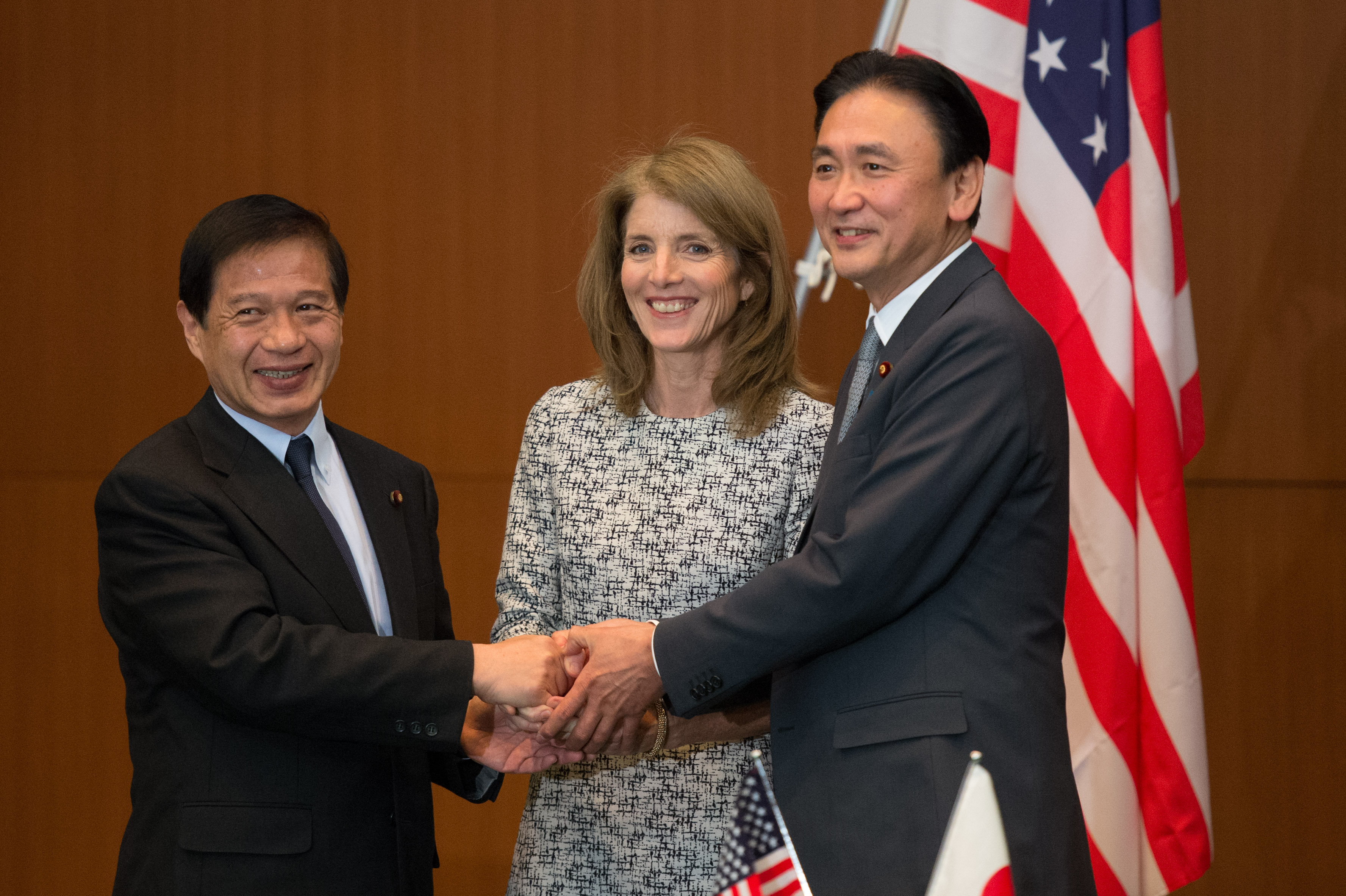
2014年2月7日、重大な犯罪を防止し、及びこれと戦う上での協力の強化に関する日本国政府とアメリカ合衆国連邦政府との間の協定署名式にて国家公安委員会委員長古屋圭司（右）、駐日アメリカ合衆国大使キャロライン・ケネディ（中央）と

三重県伊勢市生まれ（現住所は同市吹上2丁目）。三重県立伊勢高等学校、東京大学教養学部教養学科卒業。東大卒業後、運輸省に入省した（配属先は航空局国際課）。1976年（昭和51年）、海上保安庁総務部総務課。1978年（昭和53年）、人事院長期在外研修でコロンビア大学に留学し、修士号を取得。1980年（昭和55年）11月、外務省経済協力局政策課。1982年（昭和57年）6月、運輸省海運局定期船課補佐官。1984年（昭和59年）7月、運輸省地域交通局海上交通課補佐官。2003年（平成15年）、国土交通省航空局監理部長を最後に退官した。
同年の第43回衆議院議員総選挙に元内閣官房長官・藤波孝生の地盤を引き継ぎ自由民主党公認で三重5区から出馬し、初当選した。2008年（平成20年）8月、福田康夫改造内閣で財務大臣政務官に就任し、続く麻生内閣でも再任された。
2009年（平成21年）の第45回衆議院議員総選挙では比例東海ブロックでの重複立候補を自ら辞退し、三重5区のみで出馬。民主党の藤田大助を2,800票差破り、三重県選出の自民党議員で唯一、小選挙区で当選した。総選挙後、自民党三重県連会長、党副幹事長に就任。
2011年（平成23年）12月、副幹事長職の辞表を幹事長の石原伸晃に提出し、副幹事長を辞任。2012年（平成24年）1月、政務調査会副会長に就任。2013年（平成25年）9月30日、外務副大臣に就任。2016年（平成28年）9月、衆議院外務委員長に就任。2017年（平成29年）8月、自民党政務調査会長代理に就任。2017年（平成29年）11月、衆議院財務金融委員会筆頭理事に就任。
所属派閥は宏池会。派内では谷垣禎一に近かったが、2012年9月、古賀派から逢沢一郎、中谷元ら旧谷垣派系議員が離脱した際には同調せず、派内に留まった。その後、古賀派が岸田派に代替わりした際には、派閥分裂という結果に至った総括を新会長の岸田文雄に要求した。また、岸田派所属ではあるものの、谷垣らが新たに結成した政策グループ・有隣会にも2014年度まで参加していた。2019年11月27日、有隣会緊急総会において、同会に復帰する。有隣会は他派閥との掛け持ちを認めており、宏池会（岸田派）と有隣会の掛け持ちとなる。
2017年（平成29年）の第48回衆議院議員総選挙では三重県内の小選挙区区割の見直しに伴い、三重4区から出馬し、6選目を果たす。
2021年（令和3年）5月、体調不良を理由に年内に予定される第49回衆議院議員総選挙に立候補せず引退する意向を示した。
2023年、旭日重光章受章。

## 政策・主張

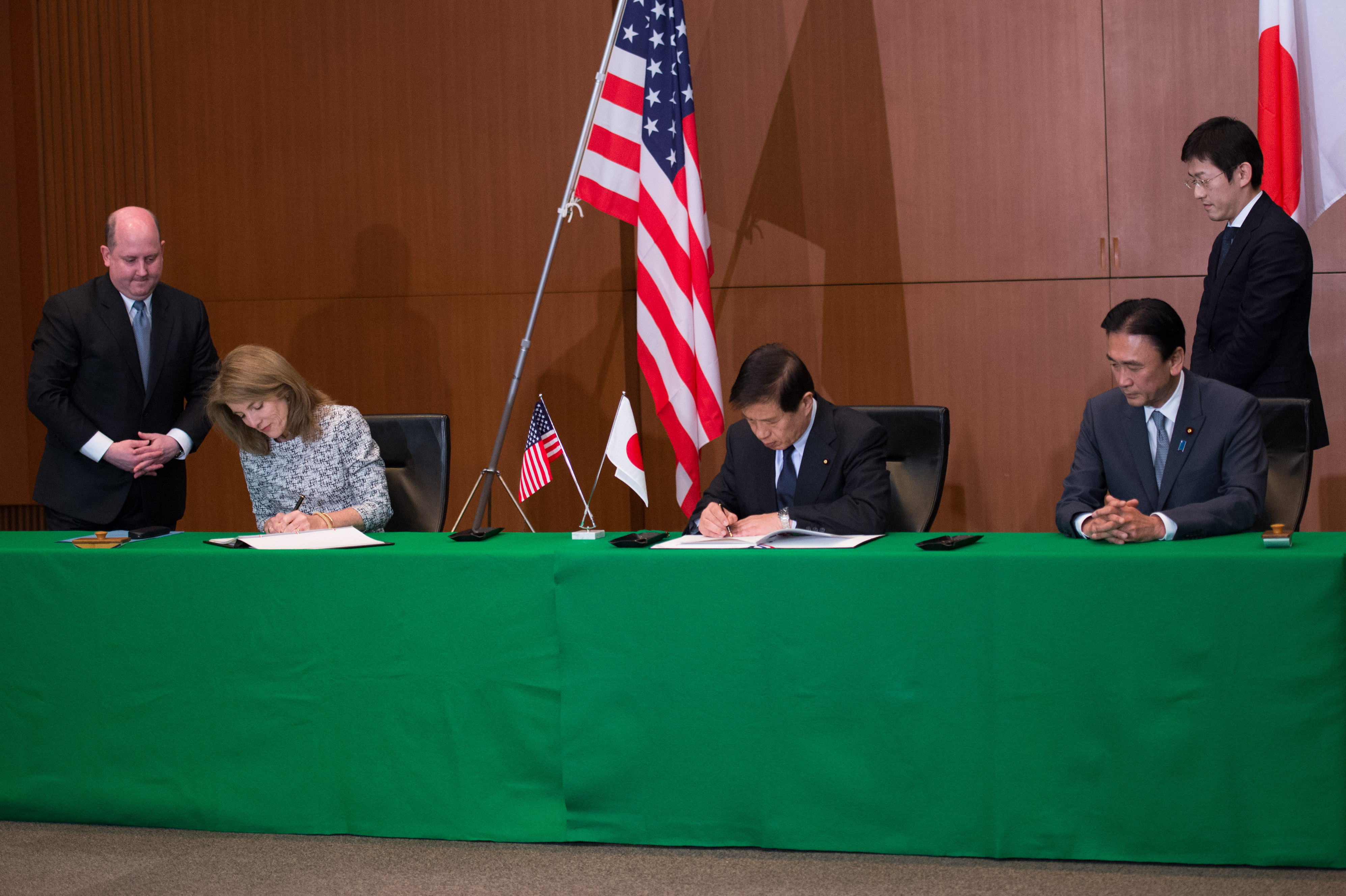
2014年2月7日、重大な犯罪を防止し、及びこれと戦う上での協力の強化に関する日本国政府とアメリカ合衆国連邦政府との間の協定署名式にて国家公安委員会委員長古屋圭司（右）、駐日アメリカ合衆国大使キャロライン・ケネディ（左）と

- 永住外国人への地方選挙権付与に反対している[11]。
- 環太平洋戦略的経済連携協定（TPP）への参加をめぐる問題については、慎重な姿勢を見せている[12]。
- 選択的夫婦別姓制度導入にどちらかといえば反対[13]。

## 所属団体・議員連盟
- 自民党たばこ議員連盟[14]
- 神道政治連盟国会議員懇談会[15]
- 日本教職員組合問題究明議員連盟

## 不祥事
- 政治家の年金未納問題が注目された際に年金の未納が発覚している[16]。
- 三ッ矢が支部長を務める三重県第5選挙区支部は、和歌山県警が前社長の暴力団との交友関係を認定し[17]暴力団と繋がりがあると指摘されている企業2社（三重県紀宝町および三重県御浜町所在）から、264万円の政治献金を受けていた[18]。
  - この業者は三重県知事に就任前の鈴木英敬に対しても、顧問料の名目で献金していたことが発覚している[19]。

## 政治資金
- 道路特定財源を資金源とする道路運送経営研究会（道路特定財源の一般財源化に反対している）から献金を受けていた[20]。